# LG Optimus L4 II
L'LG Optimus L4 II (E440 con la sigla data dalla casa produttrice) è uno smartphone di fascia medio-bassa commercializzato in Italia a partire da agosto del 2013. Esso fa parte della seconda generazione della gamma denominata da LG L-Style insieme ad Optimus L1 II, Optimus L3 II, Optimus L5 II, Optimus L7 II ed Optimus L9 II.
Di base monta il sistema operativo Android alla versione 4.1 Jelly Bean.

## Caratteristiche
L'Optimus L4 II è un dispositivo di fascia medio-bassa, non presenta caratteristiche molto avanzate, e il prezzo di lancio è stato di 129 euro. Esso monta l'interfaccia utente proprietaria LG, denominata Optimus.
Il processore è un Mediatek 6575 da 1 GHz single core, al quale sono abbinati 512 MB di RAM e una memoria interna da 4 GB espandibile con schede di memoria microSD e microSDHC fino a 32 GB.
Lo schermo è da 3,8", con una risoluzione di 320x480 pixel (151 dpi), realizzato con la tecnologia IPS. Il dispositivo è dotato di connettività Wi-Fi 802.11 b/g/n e Bluetooth 3.0 ed è dotato di una batteria da 1700 mAh. A differenza degli altri modelli della gamma L Series II (fatta eccezione per L1 II ed L9 II) i tasti funzione touch non sono retroilluminati.